# Vivo (empresa de tecnología)
vivo Mobile Communication Co., Ltd, es un fabricante de productos electrónicos con sede en Dongguan, Guangdong, China. Es principalmente conocido por sus teléfonos inteligentes.
Es subsidiaria de BBK Electronics, al igual que Oppo, OnePlus y Realme.

## vivo en Colombia
La empresa China eligió a Colombia como punto de partida para su expansión a Latinoamérica en el año 2020; este país fue seleccionado porque tiene estabilidad macroeconómica, posee recursos abundantes y patrones de consumo dinámico. Además, en Colombia más del 70% de la población tiene un teléfono móvil, según evidencia la misma compañía.
Vivo llegó al país con su modelo de gama media el vivo Y50, que cuenta con un procesador Qualcomm Snapdragon 665, memoria RAM de 8 GB, y una memoria interna de 128 GB; cuenta con una pantalla  Ultra O de 6,53 pulgadas y cámara frontal de 16 MP. En lo que se refiere a cámaras traseras, el vivo Y50 cuenta con un lente principal de 13 MP, un lente super gran angular de 8 MP, una cámara macro de 2 MP y un lente Bokeh igualmente de 2MP. Finalmente, este dispositivo viene con una batería de 5000 mAh, y modo ultra juego.
Además del Y50, Vivo optó por incluir a su hermano menor, el vivo Y30, que posee un procesador Mediatek, RAM de 4 GB Y ROM de 64 GB. A finales de noviembre del 2020, llegó a Colombia el Vivo V20, el smartphone que competirá con los gama alta en el país. Estos dispositivos se venderán en las tiendas Alkosto, Ktronix, Éxito y Falabella.
Con el fin de garantizar un respaldo y acompañamiento adecuado a cada uno de sus clientes, el 6 de agosto de 2020 Vivo realizó la apertura de su primer centro de servicio posventa y tienda de experiencia en la ciudad de Bogotá.

## vivo Smartphone en México
vivo Smartphone es una empresa especializada en la fabricación y venta de teléfonos inteligentes, reconocida por ofrecer dispositivos de alta tecnología a precios accesibles. La compañía ha desarrollado una sólida presencia en el mercado mexicano con modelos como X Series, V Series, Y Series, caracterizados por sus cámaras avanzadas, diseño estilizado y baterías de larga duración.
En México, vivo es la única marca que ofrece el programa v.safe PREMIUM sin costo extra, el cual incluye un año de protección contra robo, tres años de garantía y seis meses de protección en pantalla. Este programa forma parte de su estrategia para proporcionar mayor seguridad y durabilidad a sus usuarios.
A nivel internacional, vivo ha sido el Smartphone Oficial de la Copa Mundial de la FIFA y de la Eurocopa, fortaleciendo su presencia en el ámbito deportivo. Durante el Mundial de Catar 2022, la marca llevó a 36 mexicanos a vivir la experiencia del torneo, reafirmando su compromiso con los aficionados al fútbol.
Además de su enfoque en tecnología e innovación, vivo Smartphone ha participado en eventos de gran relevancia, como el Festival Vive Latino, donde ha implementado activaciones interactivas y promocionales. La empresa ha logrado captar la atención de un público joven y digitalmente activo, destacándose en plataformas como Facebook, Instagram y TikTok.
Con un crecimiento continuo en el mercado, vivo Smartphone busca consolidarse como una de las principales opciones para los consumidores que buscan dispositivos confiables, innovadores y accesibles.

## Patentes
En 2023, el Informe Anual del PCT de la Organización Mundial de la Propiedad Intelectual (OMPI) clasificó a Vivo como el décimo tercer lugar mundial en número de solicitudes de patentes realizadas en el marco del Sistema del PCT, con 1,631 solicitudes de patentes publicadas durante 2023.

## Posición competitiva
- Datos: Q18301787
- Multimedia: Vivo (smartphone) / Q18301787